# John Gurdon
Sir John Bertrand Gurdon (* 2. října 1933 Dippenhall, Hampshire) je britský vývojový biolog, který uskutečnil průkopnický výzkum v oblasti přenosu jádra somatických buněk a klonování. V roce 1989 obdržel Wolfovu cenu za lékařství, roku 2009 Laskerovu cenu, a v roce 2012 se stal spolu se Šin'ja Jamanakou laureátem Nobelovy ceny za fyziologii nebo lékařství, když objevil, že se specializované buňky mohou vrátit zpět (reprogramovat) do stádia pluripotentní kmenové buňky.

## Vzdělání a kariéra
Po absolvování střední školy Eton College pokračoval oborem klasická studia na koleji Christ Church Oxfordské univerzity. V průběhu vysokoškolského studia změnil zaměření a přestoupil na zoologii, kde se v postgraduálním programu s Michaelem Fischbergem věnoval výzkumu jaderné transplantace u africké žáby drápatky vodní (Xenopus laevis; disertační práce: „Studies on nucleocytoplasmic relationships during differentiation in vertebrates“ (Studie nukleocytoplazmatických vztahů během diferenciace u obratlovců)) která je velmi citlivá na aplikaci choriogonadotropního hormonu. Postdoktorální pobyt strávil na Kalifornském technologickém institutuu a následně se vrátil do Anglie na Ústav zoologie Oxfordské univerzity (1962–1971).
Většinu vědeckého života prožil na Univerzitě v Cambridgi, nejdříve v laboratoři molekulární biologie (1971–1983) a poté na Ústavu zoologie (od roku 1983). V roce 1989 se stal zakládajícím členem cambridgeského Institutu pro buněčnou biologii a rakovinu (Wellcome/CRC Institute for Cell Biology and Cancer; pozdějším názvem Wellcome/CR UK), který do roku 2001 vedl. V letech 1995–2002 přednášel na Magdalene College v Cambridgi.

## Vědecká činnost

### Jaderný přenos
Na Oxfordské univerzitě v roce 1958 úspěšně naklonoval deset pulců, když použil neporušená jádra tělních buněk žáby drápatky vodní, jež vložil do vyprázdněných (tzv. enukleovaných) vajíček. Výsledky zveřejnil roku 1962 v časopise Development. Vyvrátil tak představu, rozvíjenou biology Robertem Briggse a Thomasem J. Kingem, kteří v roce 1952 vydali v periodiku PNAS studii, podle níž nelze diferencovanou buňku reprogramovat na úroveň pluripotentní nediferenciované kmenové buňky. Přesto stále jednoznačně neprokázal, že transplantovaná jádra pochází ze zcela diferenciovaných buněk. Tento důkaz přinesl až vědecký tým z basilejského Imunologického institutu v roce 1975, když se mu podařilo transplantovat jádra pocházející z lymfocytů produkujících protilátky (důkaz plné diferenciace buňky) do enukleovaných vajíček, z nichž se narodili pulci.

### Exprese mRNA
Gurdon se s kolektivem věnoval také průkopnickému výzkumu na poli mikroinjekčního vpravení molekul messengerové RNA do vajíček a oocytů drápatky vodní a zkoumaní procesu jejich translace. Tato technika se široce uplatnila v identifikaci mediátorovou RNA kódovaných (vzniklých) bílkovin a zjišťování jejich funkce.

### Poslední výzkum
Poslední oblastí výzkumu se stala analýza mezibuněčných faktorů zodpovědných za diferenciaci buněk a objasnění mechanizmu reprogramování buněčného jádra v rámci transplantačních experimentů, a to včetně objasnění role histonů při reaktivaci genů majících za úkol pluripotenci a významu demethylace transplantovaných DNA (viz také epigenetika).

## Politika a vyznání
Gurdon prohlásil, že politicky stojí „uprostřed cesty“ a přiklání se k agnosticismu.